# 비쇼프스하임 (헤센주)

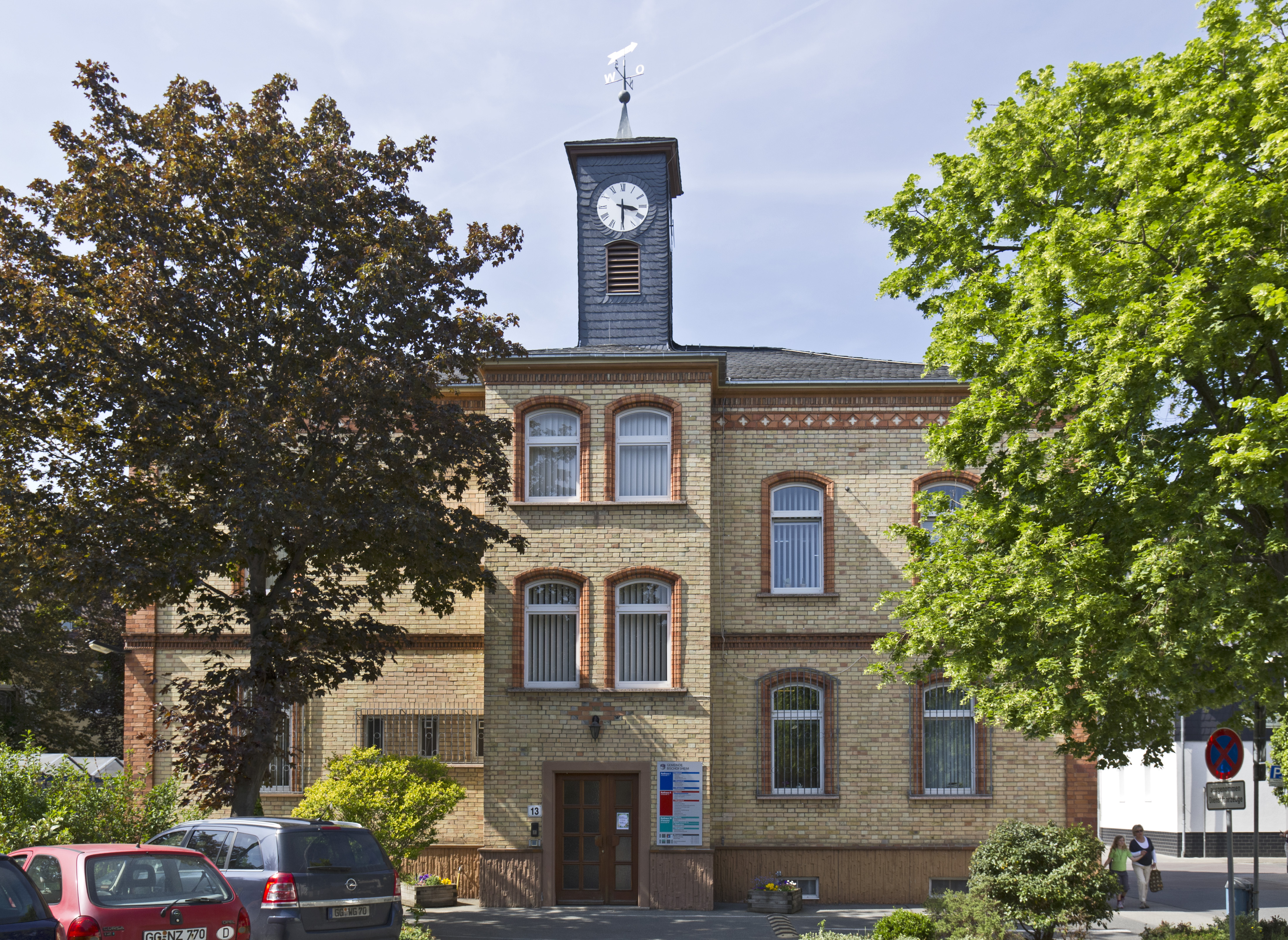
비쇼프스하임의 시청

비쇼프스하임(독일어: Bischofsheim)은 독일 헤센주에 위치한 도시로 면적은 9.03km2, 높이는 86m, 인구는 13,104명(2015년 12월 31일 기준), 인구 밀도는 1,500명/km2이다. 마인강의 남쪽, 라인강의 동쪽과 접한다.

## 자매 도시
- 폴란드 지에르조니우프